# Louis Armand
Louis Armand, francoski rudarski inženir, * 1905, † 1971.
Armand je bil član Francoske akademije in 1958/59 prvi predsednik Euratoma (evropske skupnosti za atomsko energijo). Med drugo svetovno vojno je organiziral in vodil odporniško gibanje med železničarji.